# Tektonika (arhitektura)
Precej lažje je opisati kako se tektonska rešitev manifestira v stavbah, kot pa podati eksplicitno definicijo tektonike. 

Najbolj poenostavljena (ne pa tudi popolna) definicija bi lahko bila, da je tektonika skladnost gradnje. Oblika arhitekture je posledica konstrukcijskega premisleka in prezentacija konstrukcije navzven, kar je načelo tektonike. Ta prezentacija je takšna, da so vidni odnosi med nošenimi in nosilnimi elementi. 
Kar je pri tem bolj pomembno je to, da v tektoniki konstrukcija ni samo inženirski dosežek, temveč gre bolj za to, da ta ustvari še nekaj čemur bi lahko rekli ‘lepo’ in to je umetnost.

Kenneth Frampton opredeli v ‘Studies in Tectonic Culture’ tektoniko kot enega bistvenih aspektov arhitekture, poleg topografije, svetlobe, podnebja, konteksta in materialnosti.
Poudarja, da je eden od vidikov, morda bistveni, ki jih je potrebno v arhitekturi upoštevati, tektonika. Preko tektonske artikulacije konstrukcije se arhitektura vzpostavlja kot avtonomna dejavnost. 
Arhitekturnost je utelešena v razkritih vezeh konstrukcije na način, da se sintaktična forma konstrukcije eksplicitno upira gravitaciji. Tektonika je vidna in očitno ne sme biti prikrita ali kako drugače maskirana sicer bi govorili o scenografiji, ki pa izključuje tektoniko.  Pri tektoniki ne gre zgolj za to da se materializira potrebna konstrukcija, pač pa je pomembno to, da se to konstrukcijo povzdigne v umetniško delo.

Tektonika je na nek način nekaj, česar ni, pa vendar se pojavi v arhitekturi kot ‘nekaj več’.
Literatura:
- Frampton, Kenneth, 1995, "Studies in Tectonic Culture: the poetics of construction in nineteenth and twentieth century architecture", London: The MIT Press.
- Frampton, Kenneth, 2002, "Towards a Critical Regionalism: Six points for am Architecture of Resistence" in "Rappel a l’ordre: The Case for the Tectonic" v  Frampton, Kenneth, "Labour, Work and Architecture", London: Phaidon Press, 2002